# Haplomitrium hookeri
Haplomitrium hookeri es el nombre botánico de una especie de plantas no vasculares de la familia de las haplomitriáceas.
Tiene su máxima diversidad en el hemisferio meridional, específicamente Australasia, siendo endémica a esa región. Fue dada a conocer por primera vez desde el oeste del Himalaya en la India. El primer reportaje lo realizaron en 1965 Ram Udar y Vinod Chandra desde Darjeeling. 
La gama virtualmente cosmopolita de esta especie, su variedad amplia de rasgos ancestrales, y la gran plasticidad de estos rasgos sugieren que el hookeri sea el más probable progenitor ancestral del género Haplomitrium.
En el ITIS aparece con el número de serie 14209 y el de su variedad "hookeri" con el 552249.